# Flavia Basilina
Flavia Basilina (meghalt 332/333, Konstantinápoly) a görög származású Flavius Iulius Iulianus leánya, Flavius Iulius Constantius második felesége. Házasságkötésük ideje ismeretlen, 324 és 330 között történt, mivel Constantius első felesége, Galla 324-ben még biztosan életben volt, 330-ban viszont már Basilina volt a felesége. 331. április 7-én született egyetlen gyermeke, Flavius Claudius Iulianus, a későbbi császár.
Valószínűleg a bithyniai, de közelebbről ismeretlen helyen fekvő Basilinopolisban született, amely Iulianus uralkodása alatt kapta városi rangját és nevét. Görög családból származik, ez biztos, de egyes források szerint apja nem Iulius Iulianus, hanem egy Caeionius Iulianus Camenius nevű ember volt. Ez utóbbiról azonban nem sokat tudni. Basilina művelt nő volt, egy eunuch, Mardonius tanította, aki később fiának és mostohafiának (Flavius Constantius Gallus) is nevelője lett. Az ő nővére volt Procopius anyja. Ariánus keresztény volt, rokona nikomédiai Euszebiosz püspöknek.